# 新桥镇 (上海市)
新桥镇，是中华人民共和国上海市松江區下辖的一个乡镇级行政单位。面积31.43平方公里。户籍人口2.50万人（2008年）。

## 行政区划
新桥镇下辖以下居委会：
新乐社区、新育社区、民益社区、场东社区、场西社区、潘家浜社区、场中社区、新东苑社区、明中社区、晨星社区、马汤社区、春申社区和莘松社区。